# Osmia sladeni
Osmia sladeni là một loài Hymenoptera trong họ Megachilidae. Loài này được Sandhouse mô tả khoa học năm 1925.